# IC 5036
IC 5036 је спирална галаксија у сазвјежђу Индијанац која се налази на листи објеката дубоког неба у Индекс каталогу.
Деклинација објекта је - 57° 37' 35" а ректасцензија 20h 44m 37,4s. Привидна величина (магнитуда) објекта IC 5036 износи 15,5 а фотографска магнитуда 16,3. IC 5036 је још познат и под ознакама ESO 144-2, PGC 65296.